# Бад-Табарц
Бад-Табарц (нім. Bad Tabarz) — громада в Німеччині, розташована в землі Тюрингія. Входить до складу району Гота.
Площа — 21,15 км2. Населення становить 4202 ос. (станом на 31 грудня 2021).